# Catherine Văn-Davies
Catherine Văn-Davies (* 1985 oder 1986) ist eine australische Schauspielerin mit vietnamesischen Wurzeln.

## Biographie
Die Mutter von Văn-Davies war ein Bootsflüchtling aus Vietnam, die bei ihrer Ankunft in Australien 18 Jahre alt war. Văn-Davies selbst wurde in Canberra geboren, verbrachte einen Teil ihrer frühen Kindheit in Indonesien und ihre Schulzeit in Brisbane. Nach dem Schulabschluss begann sie an der Queensland University of Technology zunächst ein wirtschaftswissenschaftliches Studium, wechselte aber später ins Schauspielfach und schloss 2006 mit einem Bachelor of Fine Arts ab. Nach ihrem Studium fand sie drei Jahre lang keinen Job als Schauspielerin, bis sie eine gut bezahlte Rolle in einer Fernsehwerbung erhielt. Daraufhin ging 2010 vorübergehend nach New York, um dort Schauspielunterricht am HB Studio zu nehmen. Anschließend kehrte sie nach Australien zurück und zog nach Sydney, wo sie als Theaterschauspielerin arbeitete. Sie trat an verschiedenen Theatern in Sydney auf und ging mit einem Ensemble auch auf eine landesweite Tournee. 2019 wurde sie bei den Sydney Theatre Awards zweimal ausgezeichnet und zwar für die beste weibliche Nebenrolle (Angels in America) und als Mitglied des besten Ensembles (White Pearl).
Neben ihrer Tätigkeit am Theater übernahm Văn-Davies auch Gastrollen in einigen australischen Fernsehserien. In den Serien Hungry Ghosts (2020) und Amazing Grace (2021) gehörte sie dann auch zur Stammbesetzung.
Văn-Davies ist seit 2014 mit dem australischen Schauspieler Fayssal Bazzi liiert.

## Filmografie
- 2007: When Sally Met Frank (Kurzfilm)
- 2014: Precinct 13 (Fernsehserie, Episode 2x01)
- 2018: True Story with Hamish & Andy (Fernsehserie, Episode 2x05)
- 2018: Fighting Sean (Fernsehserie, Episode 1x06)
- 2019: The Letdown (Fernsehserie, 2 Episoden)
- 2020: Liberty Street (Fernsehserie, Episode 1x08)
- 2020: Hungry Ghosts (Fernsehserie, 4 Episoden)
- 2021: Amazing Grace (Fernsehserie, 8 Episoden)
- 2022: Barons (Fernsehserie, 4 Episoden)
- 2022: The Twelve (Fernsehserie, 10 Episoden)
- 2022: It's Fine, I'm Fine (Fernsehserie, Episode 1x04)
- 2023: The Claremont Murders (Fernsehserie, 2 Episoden)
- 2023: Mother and Son (Fernsehserie, 8 Episoden)
- 2023: Wolf Like Me (Fernsehserie, Episode 2x03)
- 2023: Sweet Juices (Kurzfilm)
- 2024: Home and Away (Fernsehserie, 25 Episoden)